# Języki wschodnio-północnogermańskie
Języki wschodnio-północnogermańskie (wschodnioskandynawskie) – zespół językowy w obrębie podgrupy północnogermańskiej języków germańskich.

## Klasyfikacja wewnętrzna

### Klasyfikacja Merritta Ruhlena
Języki germańskie
- Języki północnogermańskie
  - Język pranordyjski†
  - Języki zachodnio-północnogermańskie
  - Języki wschodnio-północnogermańskie
    - Język duński
    - Język szwedzki

### Klasyfikacja Ethnologue
Języki germańskie
- Języki północnogermańskie
  - Języki zachodnioskandynawskie
  - Języki wschodnioskandynawskie
    - Język elfdalski
    - Języki duńsko-szwedzkie
      - Języki duńskie-bokmal
        - Język norweski

      - Języki duńskie-riksmal
        - Języki duńskie
          - Język duński

      - Języki szwedzkie
        - Język szwedzki